# Michael (ur. 1982)
Michael Jefferson Nascimento (ur. 21 stycznia 1982) – brazylijski piłkarz występujący na pozycji pomocnika.

## Kariera klubowa
Od 1999 do 2014 roku występował w klubach São Caetano, Corinthians Paulista, CRAC, Grêmio Barueri, Avaí FC, Guaratinguetá, Ponte Preta, Coritiba, JEF United Chiba, Albirex Niigata, São Bernardo i Santo André.